# Shoo-Minda-Nye jezik
Shoo-Minda-Nye jezik (ISO 639-3: bcv), nigersko-kongoanski jezik skupine jukunoid, kojim govori nekoliko plemena u nigerijskoj državi Taraba. 
Ima nekoliko dijalekata i njime se služi oko 10 000 ljudi (1973 SIL), viz.: shoo (banda, bandawa), etnička grupa Banda; minda (jinleri); nye (kunini), pleme Kunini; Lau; Habe.
Shoo-Minda-Nye pripada kao neklasiificiran široj skupini jukun-mbembe-wurbo.

## Vanjske poveznice
- Ethnologue (14th)
- Ethnologue (15th)